# Саума
Саума — река в Свердловской области России. Устье реки находится в 7,7 км по правому берегу реки Северная Тошемка. Длина реки составляет 15 км. 

## Данные водного реестра
По данным государственного водного реестра России относится к Иртышскому бассейновому округу, водохозяйственный участок реки — Тавда от истока и до устья, без реки Сосьва от истока до водомерного поста у деревни Морозково, речной подбассейн реки — Тобол. Речной бассейн реки — Иртыш.